# One If by Clam, Two If by Sea
"One If by Clam, Two If by Sea" (em português, "A Retomada da Nação") é o quarto episódio da terceira temporada da série de comédia animada Uma Família da Pesada. Originalmente, foi exibido na Fox em 1º de agosto de 2001. O enredo mostra A Ostra Bêbada, uma taverna, sendo destruída por um furacão, e então, comprada por um grupo de ricos ingleses que transformam o bar em um estabelecimento digno. Peter, Joe, Cleveland e Quagmire tentam trazer A Ostra Bêbada de volta ao que era,  e mandam o novo dono para seu país de origem, a Inglaterra.
O episódio foi escrito por Jim Bernstein e Michael Shipley, e dirigido por Dan Povenmire. Possui como convidados Ed Asner, Tara Strong, Hugh Laurie e Alan Shearman, juntamente com os dubladores de personagens recorrentes da série.

## Enredo
Os flashbacks do início mostram que Peter trabalha na Fábrica de Brinquedos Happy-Go-Lucky e frequenta A Ostra Bêbada regularmente desde 1977.
Um furacão atinge Quahog. Enquanto a família se esconde, Peter canta "What I Did for Love", do musical A Chorus Line, próximo à copos de vinho. A casa dos Griffins sofre danos cosméticos. Mais tarde, um passeio na cidade mostra a grande destruição.
Embora A Ostra Bêbada não tenha sofrido danos, o dono do bar, Horace, vende-o e parte para a Flórida. Um inglês chamado Nigel Pinchley transforma o local em um clube de estereótipo britânico. Decepcionado pela perda do bar favorito e falhando ao tentar encontrar outro, Peter, Quagmire, Cleveland e Joe tentam começar uma revolução americana própria no clube, ao borrifar cerveja na frente dos patronos. No entanto, o britânico usa sua habilidade linguística para convencê-los a sair do lugar. Os homens não ficam satisfeitos e atormentam um navio britânico na tentativa de recriar a Festa do Chá de Boston com cerveja.
Nessa noite, o clube misteriosamente sofre um incêndio. Uma ilustração de arte forense mostra um gigante besouro como suspeito. Peter, Quagmire, Cleveland e Joe são colocados na cadeia devido a uma denúncia anônima (feita pelo inseto). Para piorar, o pior criminoso pego por Joe, Steve Bellows, planeja matá-lo juntamente com seus amigos na meia-noite do sábado. Lois, Loretta e Boniie não conseguem acreditar que seus maridos seriam capazes de incendiar o local preferido deles.
Subsequentemente, descobrem que Nigel fez um seguro de alto valor antes que o clube fosse incendiado. Embora o segurador não pense nada sobre isso, as mulheres imediatamente ficam desconfiadas. Sabendo que Nigel se sente atraído por Lois, ela planeja um truque para que ele confesse, tendo as outras esposas como testemunhas. Não é exibido, mas Lois consegue uma confissão. Ela confundiu um globo de Bonnie e o cabelo de Demond Wilson, estrela da sitcom de 1970 Sanford and Son, com o de Loretta. Contudo, o segurador de Nigel estava no armário e escutou tudo. quando perguntado por Nigel a razão pela qual estava escondido, ele diz que veio com Demond.
Enquanto isso, Stewie tenta ensinar Eliza, a filha de Nigel, a superar seu sotaque "comum" de Cockney e falar inglês de maneira "correta". Ele aposta com Brian que ela será uma dama na sua festa de aniversário. Depois de várias sessões, Stewie consegue ensinar Eliza a falar "corretamente". Na festa, Eliza age de forma admirável, até que urina na frente de todos, fazendo com que ela volte a falar com seu sotaque de Cockney e Stewie perca a aposta.
Na noite em que Peter, Joe, Quagmire e Cleveland seriam mortos por Steve, eles conseguem ser libertos por Lois, Bonnie e Loretta antes da chegada do criminoso. Os homens e suas mulheres comemoram o sucesso do plano na Ostra Bêbada, que foi comprada de volta por Horace e retornou da Flórida. Lois diz que espera que Nigel tenha o que merece, e que "qualquer coisa que ele conseguir será melhor do que ele."
Apesar do crime de fraude fiscal e sendo que o Reino Unido proibiu a pena de morte por delitos de paz em 1998, Nigel é enforcado na Torre de Londres quando retorna a Inglaterra, e Eliza é enviada para um orfanato. Ela manda uma carta para Stewie ameaçando matar Lois como vingança. Stewie gosta disso e mostra a carta para o besouro, que também aprova.

## Produção

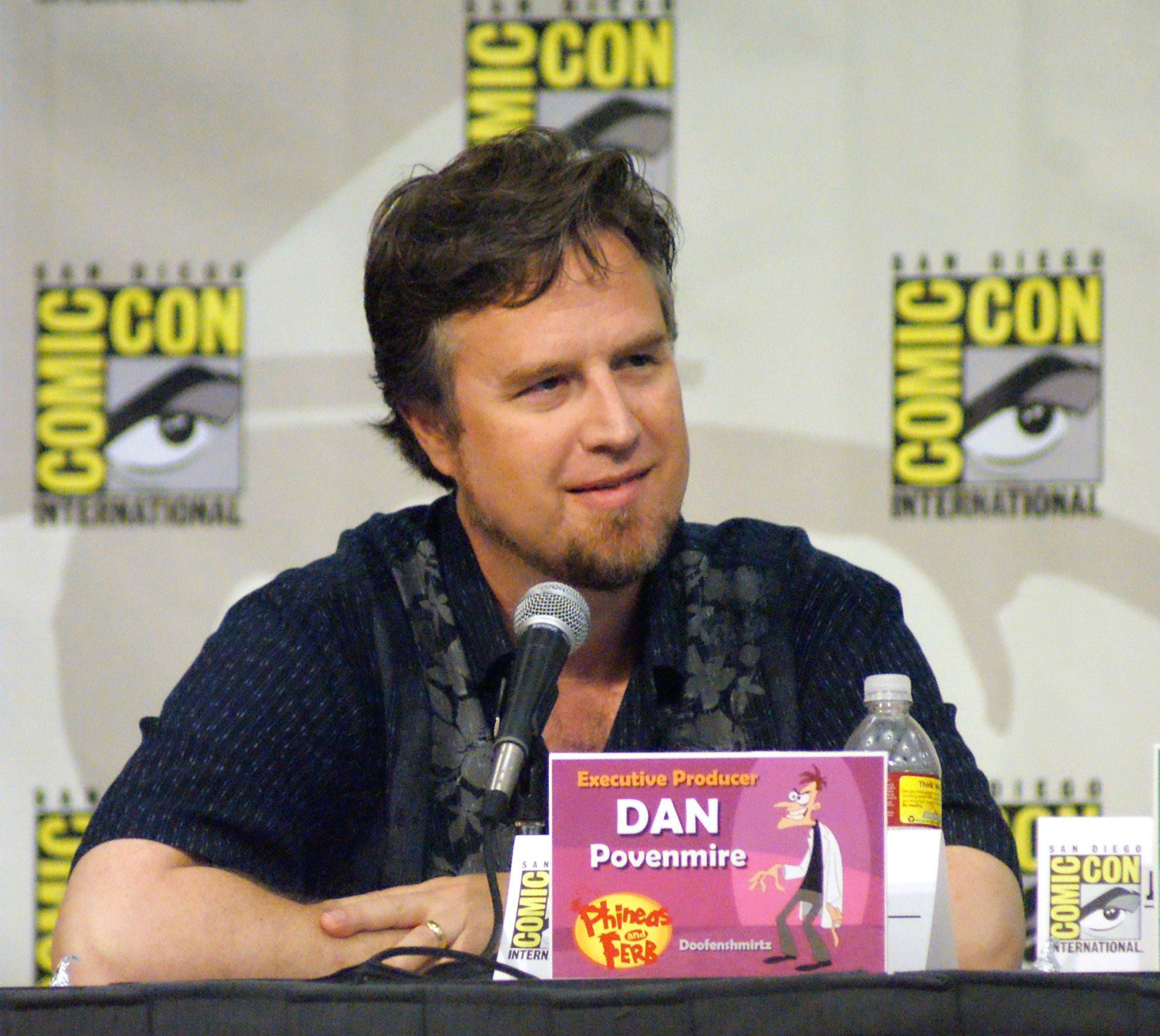
Dan Povenmire dirigiu o episódio.

O episódio foi escrito por Jim Bernstein e Michael Shipley, e dirigido pelo colaborador habitual Dan Povenmire, antes da conclusão da produção da terceira temporada.
Em adição ao elenco habitual, participaram como convidados os atores Ed Asner, Hugh Laurie e Alan Shearman e a atriz Tara Strong. Dubladores de personagens recorrentes, como Lori Alan, Johnny Brennan, o escritor Danny Smith e a atriz Jennifer Tilly também fizeram aparições menores.